# Elasmogorgia filiformis
Elasmogorgia filiformis är en korallart som beskrevs av Wright och Studer 1889. Elasmogorgia filiformis ingår i släktet Elasmogorgia och familjen Plexauridae. Inga underarter finns listade i Catalogue of Life.